# Voclosporina
La voclosporina, vendida bajo la marca Lupkynis, es un medicamento utilizado para tratar la nefritis lúpica. Se utiliza en personas con enfermedad grave junto con micofenolato de mofetilo y corticosteroides.  Este medicamento se toma por vía oral. 
Los efectos secundarios de este medicamento incluyen presión arterial alta, disfunción renal, diarrea, dolor de cabeza, tos, dolor abdominal, caída del cabello, temblores y úlceras en la boca;  otros efectos secundarios pueden incluir niveles elevados de potasio y prolongación del intervalo QT. Por lo general, no se usa en personas con una función renal deficiente desde hace mucho tiempo o presión arterial significativamente alta. El uso de este medicamento durante el embarazo puede dañar al bebé.  Interactúa con el pomelo. 
Este medicamento fue aprobado para uso médico en los Estados Unidos en 2021 y en Europa en 2022.   En Estados Unidos cuesta unos 13 400 dólares estadounidenses al mes.  No está aprobado en el Reino Unido a partir de 2022.  Fue estudiado previamente para los ojos secos.